# Mladá Boleslav-Debř
Mladá Boleslav-Debř – stacja kolejowa w miejscowości Mladá Boleslav, w kraju środkowoczeskim, w Czechach. Znajduje się na wysokości 215 m n.p.m..
Jest zarządzana przez Správę železnic. Na stacji nie ma możliwości zakupu biletów, a obsługa podróżnych odbywa się w pociągu. 

## Linie kolejowe
- 070 Praha – Turnov